# Moloha alcocki
Moloha alcocki is een krabbensoort uit de familie van de Homolidae. De wetenschappelijke naam van de soort is voor het eerst geldig gepubliceerd in 1920 door Stebbing.